# 阿尔弗雷多·斯特罗斯纳
阿尔弗雷多·斯特罗斯纳·马蒂奥达（西班牙語：Alfredo Stroessner Matiauda，1912年11月3日—2006年8月16日）是巴拉圭总统、軍事独裁者（1954年8月15日－1989年2月3日）。在1958年, 1963年, 1968年, 1973年, 1978年, 1983年, 1988年，他连续8次连选连任总统，1977年起巴拉圭總統職位解除連任限制。他执政近35年，成为拉丁美洲独裁政治的“标本式人物”。他在执政30多年里，积累了约50亿美元财富。

## 早年
斯特罗斯纳生於巴拉圭恩卡纳西翁，他的父亲乌戈原是德国巴伐利亚啤酒厂的一名会计，后来移民到巴拉圭。母亲马蒂乌达是当地一个富裕家庭的女儿。他的名字被拼写为Stroessner、Strössner或者Strößner。他于1929年进入亚松森军事学院学习。在17岁斯特罗斯纳参加了巴拉圭军队，二年后成为了一名陆军中尉。他参加了1932年反对玻利维亚的厦谷战争。随后他在军中逐步受到拔擢，1948年晋封准将，成为了南美洲最年轻的将军。1951年，他从炮兵部队指挥官升至武装部队总司令。1954年5月4日斯特罗斯纳发动军事政变，推翻总统费德里科·查韦斯，同年7月起任总统。

## 总统任内施政政策
史托斯纳尔在任内曾经向世界银行和国际货币基金组织贷款，与巴西合建当时世界最大的水电工程——伊泰普水电站，这座耗资160亿美元的水坝是上个世纪70年代全世界最大的水电站。水电站解决了巴拉圭的自来水问题。
斯特罗斯纳在任总统期间奉行反共主义，巴拉圭在他主政期間也加入了由美國支持的兀鷹行動，官方理由是要消除馬克思主義者或恐怖份子對政權的威脅，實则鎮壓國內幾乎所有政治反對派或萌芽的民主。由于斯特罗斯纳是德国人后裔，因此他对纳粹战犯特别慷慨。他曾经收留纳粹战犯约瑟夫·门格勒，而此人曾经是关押犹太人的奥斯威辛集中营的德国军医。这些政策曾经引发了西德政府的不满。此外，尼加拉瓜前独裁者安纳斯塔西奥·索摩萨·德瓦伊莱在被推翻后也获得史托斯纳尔的庇护，前往巴拉圭居住，但不久后即遭到暗杀身亡。

### 外交政策
由于奉行反共主义，巴拉圭在史托斯纳尔执政期间没有与南斯拉夫以外的任何社会主义国家维持外交关系。在古巴革命以后，巴拉圭亦断绝了与古巴的外交关系。其任内亦与中华民国建立外交关系，並於1975年訪台灣。受此政策的影响，巴拉圭也是少数在冷战期间从未与苏联建立外交关系的国家。
史托斯納爾在任期間，巴拉圭與日本關係良好。史托斯納爾每年十二月都会前往日僑移民村拉科尔梅纳视察工作。史托斯纳尔对于日本明治维新、战后经济的复苏拥有兴趣，史托斯纳尔亦於1972年访日。

## 下台与流亡
1989年2月2日斯特罗斯纳被他的儿女亲家安德烈斯·罗德里格斯将军政变推翻。斯特罗斯纳和儿子古斯塔沃·阿道弗流亡到巴西，居住在巴西利亚，他生活低调，从未公开离开过巴西，直到2006年8月16日去世。逝世後，安葬於巴西利亞的和平營墓地。
他極少接受採訪，只在流亡巴西後接受過伊莎貝爾·希爾頓一次採訪。

## 人物軼聞
斯特罗斯纳与日本明治天皇同日（11月3日）生日，因此有传闻称斯特罗斯纳自称为“明治天皇的转世”，而且明治天皇驾崩的1912年正是斯特罗斯纳出生的年份，令人觉得更加的巧合。